# Werner Mössler
Werner Mössler (* 27. April 1952 in Radenthein, Kärnten) ist ein österreichischer gehörloser Schauspieler und Übersetzer für Gebärdensprache.

## Leben und Wirken
Mössler besuchte die Gehörlosenschule in Klagenfurt und bestritt eine Ausbildung zum Heilmasseur. Von 1993 bis 1998 absolvierte er bei ARBOS – Gesellschaft für Musik und Theater eine Ausbildung zum professionellen Schauspieler unter anderem beim gehörlosen Regisseur und Schauspieler Howie Seago und dem ehemaligen Dekan der szenischen Künste Sarajevo, Dževad Karahasan. Seit 2004 arbeitet er auch an der Übersetzung von Theaterstücken und literarischen Texten in Gebärdensprache gemeinsam mit Horst Dittrich unter anderem: Dževad Karahasan Die einen und die anderen, Dževad Karahasan Eine alte orientalische Parabel, Gert Jonke Sanftwut oder Der Ohrenmaschinist, Georg Büchners Woyzeck in einer Bearbeitung von Dževad Karahasan, Georg Büchner Der Hessische Landbote – Friede den Hütten! Krieg den Palästen!, Heinrich von Kleist Über das Marionettentheater, Willy Conley Trommeln allerorts/The Universal Drum (Musik von Theodor Burkali), Himmel auf Erden, eine Art Lustspiel und Stück Unschuldsvermutung mit Vorspiel, Hauptakt und einem Nachspiel, * Schweinealm - Almauftrieb und schwarz-gelb-rot-blaue Posse mit Tanz und Gesang, Szenen und Stücke von Ernst Toller und Wolfgang Borchert.

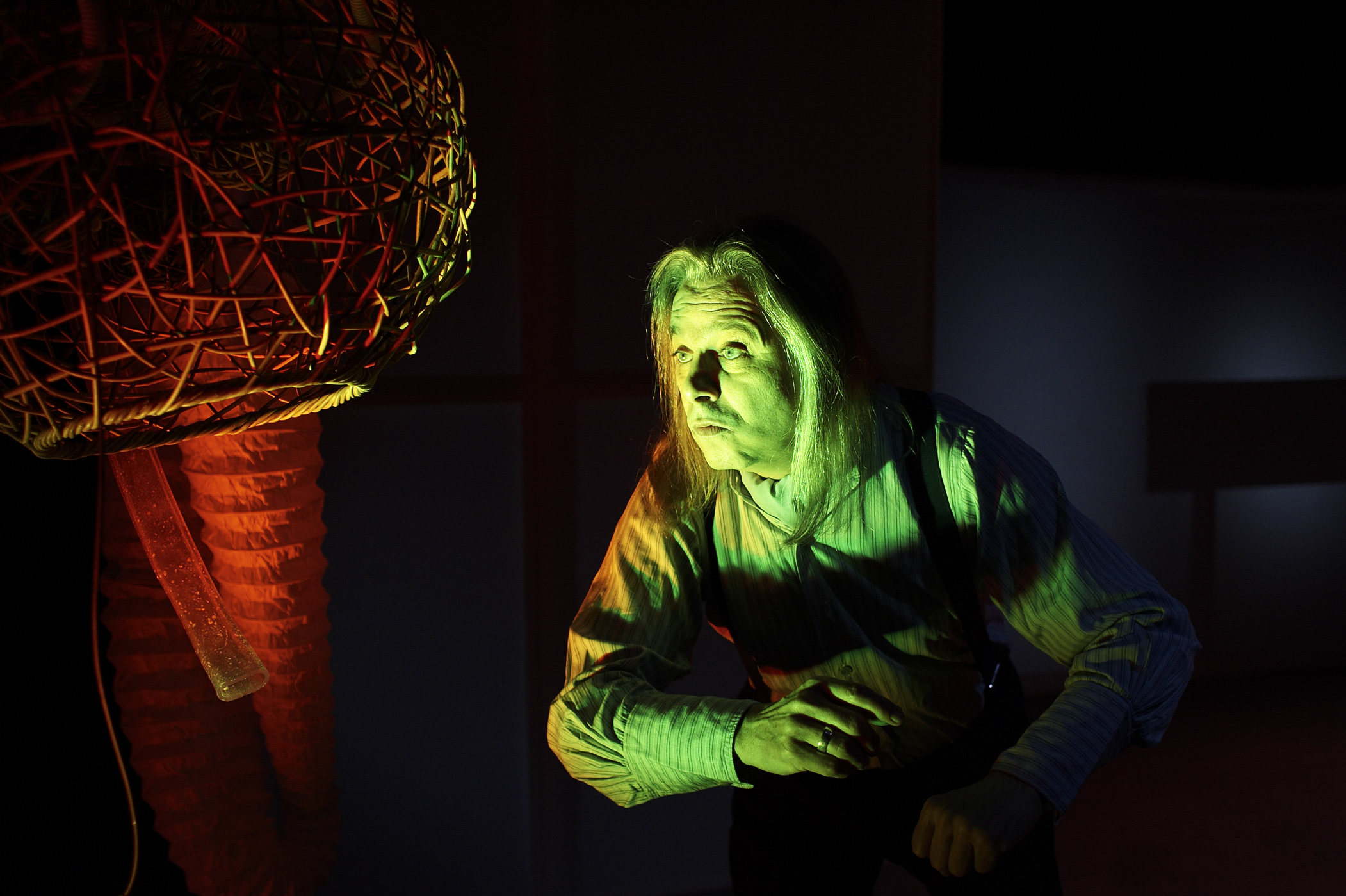
Werner Mössler in „Sanftwut oder Der Ohrenmaschinist“ von Gert Jonke

## Schauspiel
Als Schauspieler hat Mössler unter anderem in folgenden Theaterstücken mitgewirkt: Die Sprache im Raum von Herbert Gantschacher, Sprechproben von Herbert Gantschacher, Die andere Seite der Stille (Gedichte amerikanischer gehörloser Schriftsteller zum Thema Musik vertont von den österreichischen Komponisten Johannes Kern, Werner Raditschnig, Wolfgang Seierl und Bruno Strobl) Schauplatz von Rico Peterson (inszeniert von Howie Seago) Am Vorabend des 50.Hochzeitstages von Volckmar Jaeger, Im Sturm der Zeichen (Tanztheaterprojekt über die gehörlosen Künstler Goya und Gustinus Ambrosi sowie die gehörlosen Komponisten Bedřich Smetana und Ludwig van Beethoven), Disconnected / Kein Anschluss von Willy Conley, Ich sehe was, was Du nicht siehst von Herbert Gantschacher, Die Fremden von Dževad Karahasan, Theaterfallen von Daniil Charms, Schnee und Tod von Dževad Karahasan, Der Ohrenzeuge von Elias Canetti, Krankheit Krieg (Szenen, Manifeste und Gedichte von Georg Trakl, August Stramm, Hugo Ball, Theo van Doesburg, Paul Scheerbart und den italienischen Futuristen Marinetti, Corra, Settimelli, Cangiullo, Chiti), Steine in den Taschen von Marie Jones, Weisser Schnee bedeckt des Lebens Röte / Beauty Oversnow’d and Bareness Everywhere Sonette von William Shakespeare vertont von Werner Raditschnig, Der Tod des Empedokles von Friedrich Hölderlin in der fünfaktigen Fassung von Herbert Gantschacher, Sanftwut oder Der Ohrenmaschinist von Gert Jonke, Woyzeck von Georg Büchner in der Fassung von Dževad Karahasan, Friede den Hütten! Krieg den Palästen! von Georg Büchner und [(Friedrich Ludwig Weidig)], Die Landkarten der Schatten von Dževad Karahasan, Über das Marionettentheater von Heinrich von Kleist, Vor dem Gesetz von Franz Kafka, Trommeln allerorts/The Universal Drum von Willy Conley, Himmel auf Erden Eine Art Lustspiel und Stück Unschuldsvermutung mit Vorspiel, Hauptakt und einem Nachspiel von Herbert Gantschacher, Schweinealm - Almauftrieb und schwarz-gelb-rot-blaue Posse mit Tanz und Gesang von Herbert Gantschacher, Prinzip Gabriel von Dževad Karahasan, Die Weise von Liebe und Tod des Cornets Christoph Rilke Melodram von Viktor Ullmann, Verweigert den Krieg! von Helen Keller und Wilhelm Jerusalem, die Titelrolle in der Tragödie Hinkemann von Ernst Toller sowie den Beckmann im Drama Draußen vor der Tür von Wolfgang Borchert.

## Über Visuelles Theater und Visuelle Musik
Eine Besonderheit in der Theaterarbeit von Werner Mössler als gehörloser Schauspieler ist der Umgang mit Musik, die für Gehörlose visuell fürs Auge und durch Schwingungen erlebbar ist. Über „Visuelle Musik“ hat sich Werner Mössler folgendermaßen geäußert:
„Die arythmischen Bewegungen der Sonnenstrahlen, die sich auf den Wellenbewegungen des Wassers spiegeln, der tropfende Wasserhahn, die Blätter im Wind, all das hat einen bestimmten Rhythmus und kann für Gehörlose zur Musik werden.“
Irene Suchy schreibt in „Partituren des Körpers“ über die visuelle Theaterkunst von Werner Mössler: „Die gebärdete Performance der Stramm-Gedichte, veröffentlicht unter dem Titel Tropfblut in Waldens Zeitschrift Der Sturm zwischen November 1914 und April 1915, erschließt eine Unmittelbarkeit der Dichtung.“

## Auszeichnungen
- 2002: Europasiegel für das innovative Sprachenprojekt Ich sehe was, was Du nicht siehst[11][12]
- 2013 und 2017: Nominierung zu den Kulturpreisen des Landes Kärnten, Würdigungspreis für darstellende Kunst[13]
- 2017: Nominierung zum Menschenrechtspreis des Landes Kärnten 2017